# Ustawa o ochronie zabytków i opiece nad zabytkami
Ustawa z dnia 23 lipca 2003 r. o ochronie zabytków i opiece nad zabytkami – polska ustawa, uchwalona przez Sejm Rzeczypospolitej Polskiej podczas IV kadencji, regulująca kwestie prawne związane z ochroną zabytków mieszczących się na terenie Polski oraz kwestie prawne związane z opieką nad nimi.

## Uchwalenie ustawy
23 lipca 2003 roku Sejm RP IV kadencji uchwalił nową ustawę o ochronie zabytków i opiece nad zabytkami. Głównym organem wykonującym ustawę jest minister właściwy do spraw kultury i ochrony dziedzictwa narodowego. Ustawa ta określa przedmiot, zakres i formy ochrony zabytków na terenie Polski oraz opieki nad nimi, zasady tworzenia krajowego programu ochrony zabytków i opieki nad zabytkami oraz finansowania prac konserwatorskich, restauratorskich i robót budowlanych przy zabytkach, a także organizację organów ochrony zabytków. Ustawa ta weszła w życie dnia 17 listopada 2003 roku.

### Nowelizacje
Ustawę znowelizowano wielokrotnie. Ostatnia nowelizacja została ogłoszona 23 grudnia 2024, zaś weszła w życie 1 stycznia 2025 roku.